# La favola di Adamo ed Eva (singolo)
La favola di Adamo ed Eva è un brano musicale scritto da Max Gazzè e Francesco Gazzè, interpretato dal cantante italiano, pubblicato nel 1998 come singolo tratto dall'album omonimo.
Il brano ottiene un discreto successo commerciale ed un notevole riscontro di critica, che contribuisce a rendere popolare Gazzé.
Il video relativo a La favola di Adamo ed Eva è stato diretto dal regista italiano Daniele Persica.

## Tracce
1. La favola di Adamo ed Eva